# Mélisey (Yonne)
Mélisey település Franciaországban, Yonne megyében. Lakosainak száma 225 fő (2022. január 1.). Mélisey Chaserey, Coussegrey, Étourvy, Molosmes, Saint-Martin-sur-Armançon, Thorey és Trichey községekkel határos.

## Népesség
A település népességének változása:
| Lakosok száma | 283  | 260  | 261  | 254  | 246  | 237  | 229  | 227  | 225  |
|               | 2013 | 2015 | 2016 | 2017 | 2018 | 2019 | 2020 | 2021 | 2022 |